# ۲۴ بهمن
۲۴ بهمن سیصد و سی اُمین روز از سال در گاه شماری خورشیدی است. به پایان سال ۳۵ روز (۳۶ روز در سال کبیسه) مانده‌است.

## رویداد‌ها
- ۱۳۹۷ - حمله به اتوبوس کارکنان سپاه زاهدان
- ۱۴۰۱ - اعلام موجودیت شورای انقلابی دادخواهان
- ۱۴۰۲ - حمله سایبری ۲۴ بهمن ۱۴۰۲ به خبرگزاری خانه ملت و افشای اسناد مجلس شورای اسلامی
- ۱۴۰۳ - حادثه حمله موتورسواران به امیرمحمد خالقی

## زادروزها
- ۱۳۴۱ - رؤیا نونهالی، بازیگر
- ۱۳۵۵ - صبا کمالی، بازیگر
- ۱۳۶۱ - محمد غلامی، بازیکن فوتبال

## درگذشت‌ها
- ۱۳۰۶ - محمود پولادین، از افسران ژاندارمری ایران
- ۱۳۴۵ - فروغ فرخزاد، شاعر
- ۱۳۹۱ - حسن شاطری، معاون مهندسی نیروی قدس سپاه پاسداران انقلاب اسلامی